# Lecco Calcio 1992-1993
Questa pagina raccoglie le informazioni riguardanti il Lecco Calcio nelle competizioni ufficiali della stagione 1992-1993.

## Stagione
Nella stagione 1992-1993 il Lecco ha disputato il girone A del campionato di Serie C2, ottenendo il quinto posto in classifica con 39 punti. Il torneo è stato vinto dal Mantova con 49 punti davanti al Fiorenzuola con 43 punti, entrambe promosse in Serie C1. A Lecco per questa stagione viene scelto l'allenatore Giuseppe Savoldi, la squadra bluceleste è una macchina offensiva che agisce sul campo di gioco mettendo palloni d'oro per la torre Enrico Sambo al centro dell'attacco, che ne ha imbucati undici. Sono servite dieci giornate per vedere il Lecco sconfitto (3-2) a Cento con i lariani che hanno finito l'incontro in nove e con due reti subite nel recupero che hanno ribaltato il punteggio. Il girone di andata si chiude con il Lecco al secondo posto con 22 punti a 6 lunghezze dalla capolista Mantova, mentre il girone di ritorno non è stato altrettanto brillante, con 17 punti incamerati. In Coppa Italia il Lecco supera il Leffe nel primo turno, l'Aosta nel secondo turno, mentre esce dalla competizione nel terzo turno, dopo due combattuti derby, per mano del Como.

## Rosa
| N. |                   | Ruolo | Calciatore           |
| -- | ----------------- | ----- | -------------------- |
|    | Italia (bandiera) | C     | Alexandro Binda      |
|    | Italia (bandiera) | P     | Nereo Bonato         |
|    | Italia (bandiera) | C     | Mauro Borghetti      |
|    | Italia (bandiera) | D     | Francesco Capelletti |
|    | Italia (bandiera) | C     | Vincenzo Collina     |
|    | Italia (bandiera) | A     | Massimiliano Covelli |
|    | Italia (bandiera) | P     | Antonio Gambino      |
|    | Italia (bandiera) | A     | Mirco Gubellini      |
|    | Italia (bandiera) | A     | Aurelio Marchetti    |
|    | Italia (bandiera) | D     | Lorenzo Marconi      |
|    | Italia (bandiera) | C     | Davide Menegola      |

| N. |                   | Ruolo | Calciatore         |
| -- | ----------------- | ----- | ------------------ |
|    | Italia (bandiera) | C     | Claudio Minincleri |
|    | Italia (bandiera) | D     | Roberto Motterlini |
|    | Italia (bandiera) | A     | Rubens Pasino      |
|    | Italia (bandiera) | C     | Stefano Perin      |
|    | Italia (bandiera) | C     | Francesco Raggi    |
|    | Italia (bandiera) | C     | Carlo Rossi        |
|    | Italia (bandiera) | A     | Enrico Sambo       |
|    | Italia (bandiera) | D     | Damiano Sironi     |
|    | Italia (bandiera) | D     | Claudio Vertova    |
|    | Italia (bandiera) | C     | Alessandro Zaccolo |

## Risultati

### Campionato

#### Girone di andata
| Casale Monferrato 13 settembre 1992 1ª giornata | Casale                    | 0 – 0 | Lecco | Stadio Natale Palli\| Arbitro: \| Misticoni (Ascoli Piceno) \| |
| Arbitro:                                        | Misticoni (Ascoli Piceno) |       |       |                                                                |

| Lecco 20 settembre 1992 2ª giornata | Lecco             | 0 – 0 | Olbia | Stadio Mario Rigamonti\| Arbitro: \| Capozzi (Vicenza) \| |
| Arbitro:                            | Capozzi (Vicenza) |       |       |                                                           |

| Arbitro: | Corda (Cagliari) |

|                        |           |                                    |
| G. Carbone 8’ Moia 92’ | Marcatori | 7’ (rig.) Perin 55’, 62’ Gubellini |

| Arbitro: | Contente (Salerno) |

|             |           |              |
| Covelli 36’ | Marcatori | 51’ Cozzella |

| Arbitro: | Fausti (Milano) |

|                                   |           |               |
| C. Rossi 71’ (rig.) Borghetti 86’ | Marcatori | 12’ Rovellini |

| Arbitro: | Sirotti (Forlì) |

|                       |           |          |
| Bertazzoli 54’ (rig.) | Marcatori | 9’ Raggi |

| Arbitro: | Genovese (Avellino) |

|                                          |           |              |
| Sambo 51’ Perin 65’ (rig.) Gubellini 82’ | Marcatori | 84’ Bellotto |

| Arbitro: | Minotti (Frosinone) |

|              |           |           |
| G. Rossi 65’ | Marcatori | 29’ Perin |

| Arbitro: | Ercolino (Cassino) |

|                                                      |           |  |
| Pasino 19’ Sambo 45’ Perin 52’ (rig.) Minincleri 74’ | Marcatori |  |

| Arbitro: | Pisacreta (Salerno) |

|                                             |           |                      |
| Farolfi 56’ Corellas 91’ Mautone 95’ (rig.) | Marcatori | 22’ Pasino 40’ Perin |

| Arbitro: | Siciliano (Brindisi) |

|                      |           |  |
| Perin 73’ Pasino 93’ | Marcatori |  |

| Arbitro: | Corda (Cagliari) |

|               |           |                       |
| Armanetti 75’ | Marcatori | 23’, 83’ (rig.) Perin |

| Arbitro: | Bancale (Latina) |

|                          |           |                              |
| Covelli 7’ Gubellini 36’ | Marcatori | 73’ Sala 80’ (rig.) Mantelli |

| Arbitro: | Di Filippo (Chieti) |

|                           |           |  |
| D'Agostino 74’ Boscia 87’ | Marcatori |  |

| Lecco 27 dicembre 1992 15ª giornata | Lecco             | 0 – 0 | Aosta | Stadio Mario Rigamonti\| Arbitro: \| Capraro (Cassino) \| |
| Arbitro:                            | Capraro (Cassino) |       |       |                                                           |

| Crema 24 gennaio 1992 16ª giornata | Pergocrema          | 0 – 0 | Lecco | Stadio Giuseppe Voltini\| Arbitro: \| P. Rossi (Ciampino) \| |
| Arbitro:                           | P. Rossi (Ciampino) |       |       |                                                              |

| Arbitro: | Longo (Paola) |

|                |           |                  |
| Sambo 32’, 38’ | Marcatori | 85’ G. Sacchetti |

#### Girone di ritorno
| Arbitro: | D'Errico (Frattamaggiore) |

|                      |           |  |
| Pasino 28’, 71’, 77’ | Marcatori |  |

| Arbitro: | Piantoni (Terni) |

|                    |           |            |
| Vertova 34’ (aut.) | Marcatori | 29’ Pasino |

| Arbitro: | Anselmo (Asti) |

|                          |           |  |
| Minincleri 49’ Perin 71’ | Marcatori |  |

| Arbitro: | Minotti (Frosinone) |

|              |           |                |
| Aguzzoli 59’ | Marcatori | 75’ Minincleri |

| Arbitro: | Baglioni (Prato) |

|               |           |  |
| Rovellini 51’ | Marcatori |  |

| Arbitro: | Fonisto (Napoli) |

|                |           |  |
| Sambo 16’, 36’ | Marcatori |  |

| Arbitro: | Treossi (Forlì) |

|                                   |           |  |
| Antonello 59’ (rig.) Giordano 75’ | Marcatori |  |

| Lecco 4 marzo 1993 25ª giornata | Lecco         | 0 – 0 | Fiorenzuola | Stadio Mario Rigamonti\| Arbitro: \| Longo (Paola) \| |
| Arbitro:                        | Longo (Paola) |       |             |                                                       |

| Arbitro: | Misticoni (Ascoli Piceno) |

|            |           |                          |
| Mosele 45’ | Marcatori | 42’ Sambo 54’ Motterlini |

| Arbitro: | Nepi (Ascoli Piceno) |

|           |           |  |
| Perin 93’ | Marcatori |  |

| Arbitro: | Gronda (Genova) |

|                                       |           |                  |
| Ennas 41’, 64’ (rig.) M. Pau 46’, 80’ | Marcatori | 19’ (rig.) Perin |

| Arbitro: | Santoruvo (Bari) |

|               |           |                         |
| Sambo 7’, 67’ | Marcatori | 21’ Armanetti 80’ Costa |

| Trento 23 maggio 1993 30ª giornata | Trento             | 0 – 0 | Lecco | Stadio Briamasco\| Arbitro: \| Ciambotti (Empoli) \| |
| Arbitro:                           | Ciambotti (Empoli) |       |       |                                                      |

| Arbitro: | Genovese (Avellino) |

|  |           |            |
|  | Marcatori | 49’ Scalzo |

| Arbitro: | De Prisco (Nocera Inferiore) |

|             |           |  |
| Girelli 33’ | Marcatori |  |

| Arbitro: | Casaluci (Lecce) |

|                                    |           |         |
| Perin 20’ Minincleri 31’ Sambo 75’ | Marcatori | 4’ Coti |

| Arbitro: | Vendramin (Castelfranco Veneto) |

|                             |           |           |
| Marziano 4’, 32’ Bidini 68’ | Marcatori | 31’ Sambo |

## Coppa Italia
| Arbitro: | Fausti (Milano) |

|                          |           |  |
| C. Rossi 69’ Covelli 79’ | Marcatori |  |

| Arbitro: | F. Rossi (Rovigo) |

|                 |           |  |
| Maffioletti 73’ | Marcatori |  |

| Aosta 2 settembre 1992 2º turno - Andata | Aosta                   | 0 – 0 | Lecco | Stadio Mario Puchoz\| Arbitro: \| Pin (Conegliano Veneto) \| |
| Arbitro:                                 | Pin (Conegliano Veneto) |       |       |                                                              |

| Arbitro: | Ferro (Verona) |

|                       |           |  |
| Raggi 74’ (rig.), 83’ | Marcatori |  |

| Arbitro: | Apricena (Firenze) |

|                                                 |           |           |
| Elia 5’ Mazzoleni 48’ Bressan 70’ Mirabelli 84’ | Marcatori | 17’ Raggi |

| Arbitro: | Cicogna (San Donà di Piave) |

|                       |           |  |
| Minincleri 51’ (rig.) | Marcatori |  |